# 嵐山-高雄パークウエイ
嵐山-高雄パークウエイ（あらしやま-たかおパークウエイ）は、阪急阪神ホールディングスグループの西山ドライブウエイ株式会社が経営する一般自動車道。1965年供用開始。
125cc以下の二輪車と自転車は通行できない（道路交通法による一部車両通行規制）。

## 概要

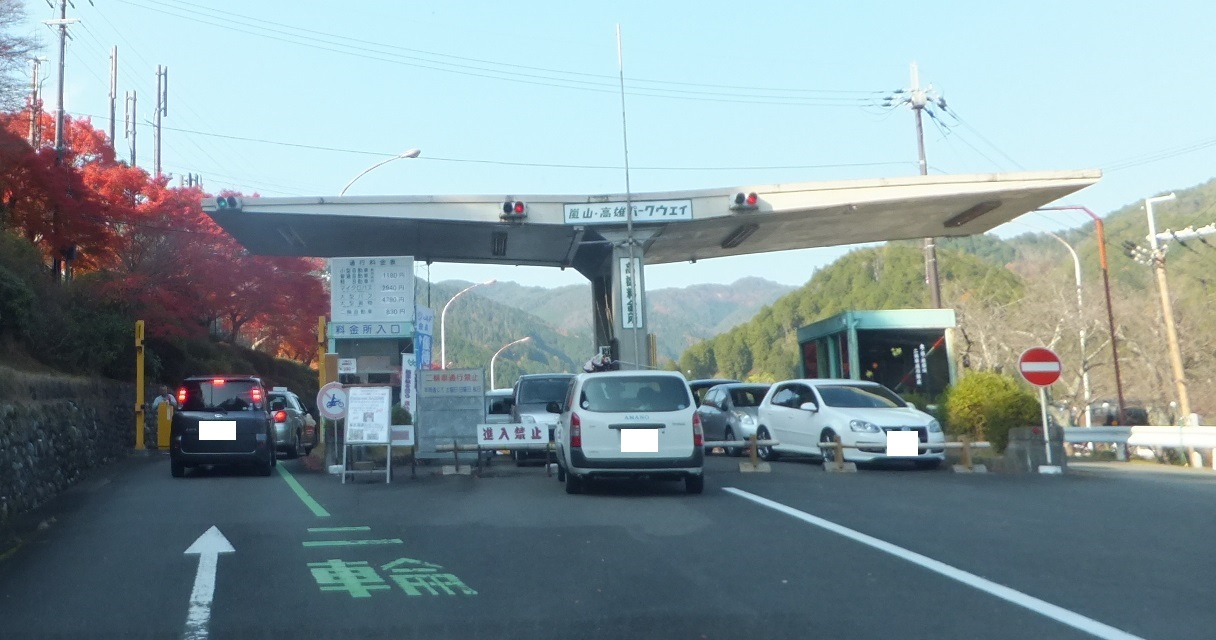
高雄料金所

京都市右京区の嵐山（清滝道）と高雄（国道162号）を結ぶ全長10.7キロメートル (km) の有料道路。
出入口は、高雄側が「高雄口ゲート」、嵐山側が「嵐山・清滝口ゲート」の2か所あり、両ゲート共に料金所が設けられている。
沿道には桜や紅葉で彩られる大小10カ所、あわせて約1,000台分の無料駐車場があり、カーイベント会場として利用されている。
保津峡を展望できる小倉山cafeでは食事だけでなく人気のスイーツもあり、テレビなどで話題を呼んでいる。観空台遊園地にはサイクルモノレールやトランポリンなど低年齢層に好評の遊具が取り揃えられており、レストランやラジコンカーのサーキット場も併設されている。綺麗な湧水で有名な菖蒲谷池周辺では無料で使用できるドッグランや、フィッシィングエリア、遊覧ボート、バーべキューコーナーなどのレジャー施設が整備されている。
一般車両を通行止とした全線貸切走行が可能で、ビデオオプションなどがタイムアタックやレースを実施したことがある。

## 通行料金
2024年1月現在の通行料金は下記の通り。2023年11月1日に、通行料金が消費税率の改定を除き39年ぶりに改定された。
- 二輪車：1500円（125cc以下は通行不可）
- 軽・普通自動車：1800円
- マイクロバス：4000円
- 大型バス：6000円

## 道路施設
- 高尾大駐車場
高雄口に近い無料の駐車場。高山寺や神護寺へ徒歩で向かう散策路で結ばれる。

## 地理
桜や紅葉の名所としても知られる自然豊かな観光道路で、道路の途中に4か所の展望台が設けられている。保津峡展望台からは、山に囲まれた保津川を見下ろしトロッコ列車や保津川下りの船を見ることができる。菖蒲ヶ丘展望台では京都盆地を望むことができる。

### 通過する自治体
- 京都府
  - 京都市右京区

### 交差する道路
- 京都府道137号清滝鳥居本線（嵯峨清滝深谷町）試峠で、峠越えの府道とは橋で立体交差する。
- 京都府道50号京都日吉美山線（嵯峨鳥居本深谷町）六丁峠で、峠越えの府道とは橋で立体交差する。